# Cyathea speciosa
Cyathea speciosa är en ormbunkeart som beskrevs av Alexander von Humboldt, Amp; Bonpl. och Carl Ludwig Willdenow. Cyathea speciosa ingår i släktet Cyathea och familjen Cyatheaceae. Inga underarter finns listade.